# Гезенрот
Гезенрот (нім. Gösenroth) — громада в Німеччині, розташована в землі Рейнланд-Пфальц. Входить до складу району Біркенфельд. Складова частина об'єднання громад Раунен.
Площа — 4,49 км2. Населення становить 245 ос. (станом на 31 грудня 2020).